# えいごであそぼ
『えいごであそぼ』は、NHK教育テレビジョン（Eテレ）で1990年（平成2年）4月2日から2017年（平成29年）3月31日まで放送されていた幼児 - 小学校低学年向け英語教育番組。当初はカラー映像、モノラル音声だったが、音声は1991年4月1日からステレオ放送に、映像は地上デジタル放送開始に伴いハイビジョン放送となった。

## 概要
1990年4月2日より、『英語であそぼ』として放送開始。番組名は2005年度より漢字の『英語』から、ひらがなの『えいご』に改められた。開始当初は15分番組だったが、2003年より10分番組に短縮（同時ににほんごであそぼが開始）。Eテレキッズの番組の中では、おかあさんといっしょ（1959年10月開始）に次いで古い番組である。2015年4月の放送分で放送開始25周年を迎えた。
第6シリーズまでは2 - 3年に1度、オープニング・番組タイトルロゴと出演者や着ぐるみのキャラクターを大幅刷新しているが、2005年度からの第7シリーズは7年間、2012年度からの第8シリーズは5年間の長期に渡り放送された。
第6シリーズ（ピタパタランド編）は第5シリーズ（ラララ・アイランド編）の後日談でもあり、JB・Igu-Iguは4年間登場した。
2005年度から第7シリーズの開始により内容が大幅にリニューアルされ、物語性があるものではなく、英単語を使って遊ぶ内容に変わり、当初は着ぐるみキャラと日本語（えいごふだを除く）はオミットされていた。その後踊りのコーナーを追加し、2006年度からは着ぐるみキャラのケボ・モッチが登場し、2011年度からはスタジオコーナーでの日本語の使用が再開され、第6シリーズまでの内容に近づいた。
第7シリーズは2012年3月をもって終了し、2012年度からはそれまでの路線を踏襲しつつ、エリック以外の全キャラクターを総入れ替えした第8シリーズとなった。第8シリーズでは、視聴者参加型のコーナーや、金曜日放送分でおとうさんといっしょの様に公募で親子を集めたスタジオ収録が実施された。
同年4月3日からは2015年度に『えいごであそぼ』枠で単発で放送した『えいごのオートン』が、『えいごであそぼ』を冠したタイトルに改題し2016年度に再度パイロット番組として単発で放送した『えいごであそぼ with Orton』をレギュラー放送することが決定し、2017年（平成29年）3月31日をもって第8シリーズの放送が終了した。
この番組の本がNHK出版より1990年10月号から毎月1回販売されたが、2005年3月号をもって発行・販売が終了した。
2001年3月までの各シリーズでは、英語アニメもあった（後述）。1990年4月から1993年3月までの第1シリーズのOPでは、英語劇のキャラクターが英語アニメのキャラクターと共演する形で登場している。
音楽担当（オリジナル曲作曲・既存曲編曲）は、たかしまあきひこ、有澤孝紀、佐橋俊彦、赤坂東児など。現在はほとんどの楽曲を赤坂東児が作曲している。オリジナル曲の作詞は主にブライアン・ペックが担当。
新作は3月以外の月前半の2週間のみで、月後半はリピート放送となる。また、毎年3月はこの1年間の総集編となり、EPGにも「総集編」と入っている。
正しい番組名表記は「えいごであそぼ」だが、各種メディア及びラテ欄では「え」、「英」、「えい」、「英語」、「えいご」、「英で」、「えいごで」、「英で遊ぼ」、「英で遊」、「英語で」、「英遊」、「えいあそ」、「英語遊ぼ」、「えいごあそぼ」、「英語で遊ぼ」、「英語であそぼ」（先述の通り2004年度までは正式表記）、「えいごで遊ぼ」などと表記されている。

## 番組の変遷

### 番組名の遍歴
- 1990年4月 - 2005年3月：英語であそぼ
- 2005年4月 - 2017年3月：えいごであそぼ

### シリーズ・舞台
- 1990年4月 - 1993年3月：第1シリーズ『宇宙船ボンゴレ号』[4]
- 1993年4月 - 1995年3月：第2シリーズ『ホテルギャラクシー』[6]
- 1995年4月 - 1998年3月：第3シリーズ『プラネット・パラダイス』[7][8]
- 1998年4月 - 2001年3月：第4シリーズ『ハッピーランド』[9]
- 2001年4月 - 2003年3月：第5シリーズ『ラララ・アイランド』[注釈 3]
- 2003年4月 - 2005年3月：第6シリーズ『ピタパタランド』
- 2005年4月 - 2012年3月：第7シリーズ『レッツプレイイングリッシュ』
- 2012年4月 - 2017年3月：第8シリーズ『絵本の世界』

## 放送時間
| 期間       | 期間       | 番組名         | シリーズ 舞台                              | 放送時間（日本時間）  | 放送時間（日本時間）  | 放送時間（日本時間）  | 放送時間（日本時間）  |
| 期間       | 期間       | 番組名         | シリーズ 舞台                              | 月曜日 - 金曜日       | 月曜日 - 金曜日       | 土曜日                | 日曜日                |
| 期間       | 期間       | 番組名         | シリーズ 舞台                              | 朝                    | 夕                    | 土曜日                | 日曜日                |
| ---------- | ---------- | -------------- | ------------------------------------------ | --------------------- | --------------------- | --------------------- | --------------------- |
| 1990.04.02 | 1991.03.29 | 英語であそぼ   | 第1シリーズ 『宇宙船ボンゴレ号』           | （放送なし）          | 17:40 - 17:55（15分） | （放送なし）          | （放送なし）          |
| 1991.04.01 | 1992.04.03 | 英語であそぼ   | 第1シリーズ 『宇宙船ボンゴレ号』           | 08:45 - 09:00（15分） | 17:40 - 17:55（15分） | （放送なし）          | （放送なし）          |
| 1992.04.06 | 1993.04.03 | 英語であそぼ   | 第1シリーズ 『宇宙船ボンゴレ号』           | 08:35 - 08:50（15分） | 17:40 - 17:55（15分） | （内包番組）          | （放送なし）          |
| 1993.04.05 | 1994.04.03 | 英語であそぼ   | 第2シリーズ 『ホテルギャラクシー』         | 08:30 - 08:45（15分） | 17:45 - 18:00（15分） | 17:45 - 18:00（15分） | （内包番組）          |
| 1994.04.04 | 1995.04.02 | 英語であそぼ   | 第2シリーズ 『ホテルギャラクシー』         | 08:35 - 08:50（15分） | 17:35 - 17:50（15分） | （放送なし）          | （内包番組）          |
| 1995.04.03 | 1998.04.05 | 英語であそぼ   | 第3シリーズ 『プラネット・パラダイス』     | 08:30 - 08:45（15分） | 17:35 - 17:50（15分） | 17:35 - 17:50（15分） | （内包番組）          |
| 1998.04.06 | 1999.04.04 | 英語であそぼ   | 第4シリーズ 『ハッピーランド』             | 08:05 - 08:20（15分） | 17:35 - 17:50（15分） | 17:35 - 17:50（15分） | （内包番組）          |
| 1999.04.05 | 2000.04.01 | 英語であそぼ   | 第4シリーズ 『ハッピーランド』             | 07:56 - 08:11（15分） | 17:01 - 17:16（15分） | 17:40 - 17:55（15分） | （放送なし）          |
| 2000.04.03 | 2001.03.31 | 英語であそぼ   | 第4シリーズ 『ハッピーランド』             | 07:56 - 08:11（15分） | 17:00 - 17:15（15分） | （内包番組）          | （放送なし）          |
| 2001.04.02 | 2003.04.04 | 英語であそぼ   | 第5シリーズ 『ラララ・アイランド』         | 07:56 - 08:11（15分） | 17:00 - 17:15（15分） | （放送なし）          | （放送なし）          |
| 2003.04.07 | 2004.04.04 | 英語であそぼ   | 第6シリーズ 『ピタパタランド』             | 07:50 - 08:00（10分） | 17:01 - 17:11（10分） | （放送なし）          | 07:02 - 07:12（10分） |
| 2004.04.05 | 2005.04.01 | 英語であそぼ   | 第6シリーズ 『ピタパタランド』             | 07:40 - 07:50（10分） | 17:10 - 17:20（10分） | （放送なし）          | （放送なし）          |
| 2005.04.04 | 2006.03.31 | えいごであそぼ | 第7シリーズ 『レッツプレイイングリッシュ』 | 07:50 - 08:00（10分） | 16:45 - 16:55（10分） | （放送なし）          | （放送なし）          |
| 2006.04.03 | 2007.03.30 | えいごであそぼ | 第7シリーズ 『レッツプレイイングリッシュ』 | 07:40 - 07:50（10分） | 17:05 - 17:15（10分） | （放送なし）          | （放送なし）          |
| 2007.04.02 | 2008.03.28 | えいごであそぼ | 第7シリーズ 『レッツプレイイングリッシュ』 | 07:35 - 07:45（10分） | 17:15 - 17:25（10分） | （放送なし）          | （放送なし）          |
| 2008.03.31 | 2010.03.26 | えいごであそぼ | 第7シリーズ 『レッツプレイイングリッシュ』 | 07:50 - 08:00（10分） | 17:15 - 17:25（10分） | （放送なし）          | （放送なし）          |
| 2010.03.29 | 2011.03.25 | えいごであそぼ | 第7シリーズ 『レッツプレイイングリッシュ』 | 08:45 - 08:55（10分） | 17:15 - 17:25（10分） | （放送なし）          | （放送なし）          |
| 2011.03.28 | 2012.03.30 | えいごであそぼ | 第7シリーズ 『レッツプレイイングリッシュ』 | 08:45 - 08:55（10分） | 16:05 - 16:15（10分） | （放送なし）          | （放送なし）          |
| 2012.04.02 | 2013.03.29 | えいごであそぼ | 第8シリーズ 『絵本の世界』                 | 08:45 - 08:55（10分） | 16:05 - 16:15（10分） | （放送なし）          | （放送なし）          |
| 2013.04.01 | 2014.03.28 | えいごであそぼ | 第8シリーズ 『絵本の世界』                 | 07:35 - 07:45（10分） | 16:05 - 16:15（10分） | （放送なし）          | （放送なし）          |
| 2014.03.31 | 2017.03.31 | えいごであそぼ | 第8シリーズ 『絵本の世界』                 | 08:40 - 08:50（10分） | 16:05 - 16:15（10分） | （放送なし）          | （放送なし）          |

## 登場キャラクター

### お姉さん
- 1990年4月 - 1993年3月
  - クミ（黒田久美子[10]）[4]
    - 宇宙船ボンゴレ号の乗組員。後述するキャラクターとは異なり2期には再登場していない。
- 1993年4月 - 1995年3月
  - マリー（クロイ・マリー・マクナマラ）[6]
    - 地球とは別の惑星にあるホテルギャラクシーに住む少女。最終話で仲間たちに別れを告げ、両親が居る地球に旅立った。
- 1995年4月 - 1998年3月
  - ミク（羽生未来）[7][8]
    - ジェリーの孫娘[7]。
    - 1996年度からはコスチュームが変更された[7]。
- 1998年4月 - 2001年3月
  - クリス（クリステル・チアリ）[9]
    - 魔法使いの少女。
    - 1998年度の途中と、1999年度以降の2度コスチュームが変更された。
- 2001年4月 - 2003年3月
  - ミミ（アイビー・チェン）
- 2005年4月 - 2006年3月
  - アンジェラ（アンジェラ・ピーチー）
- 2006年4月 - 2008年3月
  - レスリー（レスリー・チャング（中国語: 姜麗文））
- 2008年4月 - 2012年3月
  - ジェニー（ジェニファー・ペリマン）
    - 2011年度の放送で日本語を使用していた。
- 2012年4月 - 2017年3月
  - キコ（キコ・ウィルソン）
    - キコは、2010年度 - 2011年度 基礎英語2、2012年度 - 基礎英語1にも出演していた。視聴者に説明するために日本語を話す場面があった。

※2003年4月から2005年3月は無し。

### お兄さん
- 1990年4月 - 1993年3月
  - 体操のお兄さん：浜崎篤樹
- 1993年4月 - 1995年3月
  - 体操のお兄さん：駒田はじめ
- 1998年4月 - 1999年3月
  - 体操のお兄さん：ケイン・コスギ
- 1999年4月 - 2001年3月
  - ダリオ（戸田ダリオ）
    - クリスの友達で寿司屋で働いているが握るのが下手でいつも親方に叱られている。

  - 体操のお兄さん：王健
- 2001年4月 - 2003年3月
  - マイケル（ショーン・ニコルス）
- 2005年4月 - 2006年3月
  - ライアン（ライアン・ドリース）
- 2001年4月 - 2017年3月
  - エリック（エリック・ジェイコブセン）
    - お兄さんとして登場したのは2001年4月からだが、番組には1998年4月に着ぐるみキャラクターのペッパー・タイガーの声の担当として出演開始。それ以来お兄さんとしては16年、声優としての期間を含めると19年という長期間に渡って出演した。顔出し出演開始当時はロケコーナー『Hi! Eric』担当でスタジオパートは準レギュラーだったが、2003年度と2004年度はレギュラーで出演した。ロケコーナーも名前を変えながら降板まで継続し、ギター片手に関東を中心とした全国各地の一般家庭や公園で子供たちと触れ合っていた。
    - 2005年度の大幅リニューアル以降のスタジオコーナーの無い頃は主に屋外ロケコーナーで登場していた。
    - 2011年度以降の放送では、視聴者に説明するために日本語を使用することがあった。また2004年度までのスタジオパート出演時や、みんなDEどーもくん!などの他番組へのゲスト出演の際も日本語と英語を織り交ぜながら喋っていた。

※1995年4月 - 1998年3月はなし。
※1998年4月 - 2006年3月はエリックと共に出演。

### 着ぐるみキャラクター
- 2004年度までのキャラクターの多くは日本語と英語を交えながら喋る共通点があった。

#### 宇宙船ボンゴレ号、ホテルギャラクシー
ムー（Moo）
声：デニス・フォルト
スピーク（Speak）
声：ジェリー・ソーレス
Moo、Speak共に1期のレギュラー。2期にも途中から準レギュラーとして登場した。
ネオ（Neo）
黒い猫。棒使い人形。英語しか喋ることが出来ない。1期の途中から登場し、2期では引き続きレギュラーキャラ。ワープが出来る。アイデアマンなところがあるが、ほとんど失敗する。
ベルナール（Bernard）
声：ジェフ・マニング
赤い兵隊のような服を着た犬。2期から登場。ホテルギャラクシーの係員。丁寧な言葉遣いで話す。マリーのことを「マリーお嬢様」と呼ぶ。骨とアイスクリームが大好物。好きなことは寝ることで、常に眠たそうな目をしている。マリーから仕事を頼まれることが多いが、マリーのことを大切に思っている。

#### プラネット・パラダイス
アル
声 - ジェフ・マニング
サイズの大きいスーツに帽子とサングラスをかけたキャラクター。性別は男で一人称は「俺」。少し砕けた話し方をする。悪戯好きな性格でトラブルメーカーになることもしばしばある。夢は映画スターになること。
エル
声 - テリー・オサダ
天使のような姿をしたキャラクター。性別は女で一人称は「わたし」。オシャレが大好きで少しわがままな性格。夢はモデルになること。
パル
声 - ジェリー・ソーレス
兵隊のような姿をしたキャラクター。性別は男で一人称は「ぼく」。まじめな性格で丁寧な口調で話す。少し臆病な性格。
タッド
声 - ジェリー・ソーレス
赤ちゃんの男の子。一人称は「ボク」。未来を予言する不思議な力を持っている。
ハト吉
声 - デニス・フォルト
鳩時計に住んでいるハト。ナイトキャップを被っている。

#### ハッピーランド
- コンサート出演経験あり

エディ・エックス
声 - デニス・フォルト
黄緑色の大きな卵で生まれかけだが何の卵かは不明。一応男の子。後にエッグ星という星からやって来たことが判明する。母親も登場したことがあり、外見はエディと瓜二つである。日本語は話せるが普段は話さない。ぶどうが大好物である。頭には帽子と花の模様の旗が立っている。身長は120 cmくらい。
メイ・パイカ
声 - ルミコ・バーンズ
ナキウサギの女の子。一人称は「わたし」。耳が短いことを気にしている。頭の上には赤い水玉模様のリボンを付けている。にんじんが大好物。少々おてんば。実家は美容室。身長170 cmくらい。
ペッパー・タイガー（Pepper Tiger）
声 - エリック・ジェイコブセン
ピンク色のトラの男の子。一人称は「俺様」。身長は210 cmくらい。当初は英語嫌いだったが、ハッピーランドで生活しているうちに考えを改める。
トラのくせに肉が苦手であったが、最終回付近では克服した。苺大福が大好物。コーナー内ではまちかどに現れる。着ぐるみの時は尻尾があるが、アニメでは尻尾が無くなっている。
ペッパー・タイガー役のエリックは後の第5期で顔出し出演を果たす。

#### ラララ・アイランド、ピタパタランド
JB
声 - ライアン・ドリース
バスの運転手。緑色の雪男のような外見。英語を中心に喋るが、日本語も話す。母親を探しており、自身の名前が型取られたペンダントを宝物にしている。皆で分けるお菓子を独り占めするなど欲張りな面がある。一方でイグイグのイタズラをきちんと咎めるなど3匹の中ではまとめ役となることが多い。梅昆布茶とジャンボギョーザが大好物。バッタが苦手。特技はラップとダンス。ラララ・アイランド編のエンディングでは体操を披露しており、ピタパタランド編では幼稚園に訪問して同じ体操を園児と踊っていた。ピタパタランド編ではエリックと共にラジオ番組のMCを務める。
コンサート出演経験あり。尚、ライアン・ドリースはラ・ラ・ラテレビで顔出し出演もしていた。
イグイグ（Igu-Igu）
声 - 安藤けい一
紫色の細長い体、「×」状の目、頭部の金色の毛という姿のパペット人形。基本的に「イグイグ」としか喋らず、理解できるのはJBなど非常に限られている。食いしん坊で悪戯好きなため3匹の中ではトラブルメーカーでJBらを困らせることもしばしば。好きな音楽は演歌。JBの旅に同行する形でピタパタランド編にも登場。
チャチャ（Chacha）
声 -田中彩佳
赤橙色の小型恐竜のような姿。棒使い人形。簡単な英語しか話せない。好奇心旺盛。Chachaのみ2002年度で番組を卒業した。

#### レッツプレイイングリッシュ
- 2005年4月 - 2006年3月は着ぐるみ無し。
- コンサート・特別番組出演経験あり。

ケボ（KEBO）
声 - キンバリー・フォーサイス→2008年4月からジュリア・ヤマコフ
6歳の男の子。「毛ぼこり」がモチーフ。体色は灰色で、カラフルなごみがたくさんついている。英語なら何でも話せるが、他の言語は全く話せない。手先が器用であり、工作をする場面が多い。時々マジックを披露するが、大抵は失敗するかモッチに仕掛けがバレることがほとんど。体操コーナーにも出演していた。担当声優が変更された唯一の着ぐるみでもある。
モッチ（MOTCH）
声 - リサ・シラト
3歳の男の子。「もち」がモチーフ。体色は白で、ウサギのような尻尾がある（本人は尻尾があることに気づいていない）。単語はたくさん覚えているが、英文は完璧というわけではない。ドーナツやクッキーなどのお菓子が大好き。ケボと一緒に遊ぶ際に、ズルをして勝つことが多い。ケボよりも3歳年下のモッチの方がしっかりしているところもある。

#### 絵本の世界
- BOO（声：不明）
  -     - ずっと昔から絵本の世界に住んでいる大きな絵本。みんなから「アンクル・ブー」と呼ばれている。好きなものは、栞。
- BIB（キャロリン・ミラー）
- BUB（ライアン・ドリース）
  -     - 絵本を読み聞かせするのが大好きな二人の魔法使い。アンクル・ブーの中に住んでいる。BIBの呪文は「Bibobolobeebeebennybeggyboo」、BUBの呪文は「Bubbitybobbitybibbitybabbityboubbitybabbityboo」。
    - BUB役のライアン・ドリースは5、6期で着ぐるみキャラクターの『JB』の声を担当しており、7期の2005年度ではレギュラーで出演していた。
- BO（声：ヴィナイ・マーシー、着ぐるみ人形操演：三枝創、パペット人形操作：山部俊文）
  -     - 普段はおっとりした男の子で、いざという時には力持ち。体色は黄色で、胴体は茶色の横縞模様でお腹に水玉模様のポケットがある。アイマスクとリュックサックを身に着けている。
- BEA（声：湯野川祐子フローレンス、着ぐるみ人形操演：古市次靖、パペット人形操作：清水正子）
  -     - とっても元気な女の子だが、ちょっと怖がり。体色はピンクで、ウサギのような長い耳を持つ。胴体は濃いピンクや緑の水玉模様。リボン付きの帽子をかぶっている。

※BOとBEAのキャラクターデザインは、「みいつけた!」のアートディレクションでもおなじみの大塚いちお。また、番組ロゴは「えいごであそぼ」の「え」がBO、「ご」がBEA、「ぼ」が後述のBOOを象っている。

#### その他のレギュラー出演者
- 1990年度 - 1994年度
  - ジェリー・ソーレス
  - さあや（現・ソーレスウェザフォード彩弥）
- 1995年度 - 1996年度
  - グランパ・ジェリー（ジェリー伊藤）[7]
    - 宇宙的な歌手、孫娘のミクと『プラネット・パラダイス』へ移住[7]。簡単な日本語しか話せず、ミクたちとのやり取りは全て英語である。饅頭が好物。
    - 1997年度は体調不良のため降板。ただ、降板後も過去の収録映像で1997年度分も登場しており、オープニングも第3シリーズ終了まで1996年度版のジェリー出演のものが使われた。なお、本編中のドラマパートでは「グランパは世界旅行をして唄の旅に出た」と置手紙をしたことになった。
- 1997年度
  - アンクル・デニス（デニス・フォルト）
    - 降板したジェリーの後任。オープニング映像には、前述の通り1996年度のものが使用されたため登場していない。
- 2001年度 - 2002年度
  - エリー（エリザベス・ハードキャッスル）
- 2003年度 - 2004年度
  - マヤ（井上藍香）
    - 第6シリーズ『ピタパタランド』編のレギュラーで『FUN FUN CAFE』のウェイターをしている少女。被ると『ハットピア』へ通じる不思議なシルクハットを拾い、英語を通じて問題を解決する。エリックは仲の良い店の常連客で、彼の紹介でJB、イグイグと知り合う。棒使い人形で登場する場合もある。
- 2005年度
  - コスモスダンスファミリー
  - シュガースパイス
  - エマ
- 2006年度
  - エマ（エマ・ハワード）
    - 2005年度の出演者とは別人

  - シュガースパイス
- 2007年度
  - ステイシー・パウエル
  - シュガースパイス
- 2008年度
  - シュガースパイス

### 変遷

#### 1990年度
- おねえさん
  - 黒田久美子
- おにいさん
  - 浜崎篤樹
- キャラクター
  - Moo、Speak
- その他
  - ジェリー・ソーレス、さあや・ソーレスウェザフォード

#### 1991 - 1992年度
- おねえさん
  - 黒田久美子
- おにいさん
  - 浜崎篤樹
- キャラクター
  - Moo、Speak、Neo
- その他
  - ジェリー・ソーレス、さあや・ソーレスウェザフォード

#### 1993 - 1994年度
- おねえさん
  - クロイ・マリー・マクナマラ
- おにいさん
  - 駒田はじめ
- キャラクター
  - Moo、Speak、Neo、ベルナール
- その他
  - ジェリー・ソーレス、さあや・ソーレスウェザフォード

#### 1995 - 1996年度
- おねえさん
  - 羽生未来
- キャラクター
  - アル、パル、エル、タッド、ハト吉
- その他
  - ジェリー伊藤

#### 1997年度
- おねえさん
  - 羽生未来
- キャラクター
  - アル、パル、エル、タッド、ハト吉
- その他
  - デニス・フォルト

#### 1998年度
- おねえさん
  - クリステル・チアリ
- おにいさん
  - ケイン・コスギ
- キャラクター
  - エディ・エックス、メイ・パイカ、ペッパー・タイガー

#### 1999 - 2000年度
- おねえさん
  - クリステル・チアリ
- おにいさん
  - 戸田ダリオ、王健
- キャラクター
  - エディ・エックス、メイ・パイカ、ペッパー・タイガー

#### 2001 - 2002年度
- おねえさん
  - アイビー・チェン
- おにいさん
  - ショーン・ニコルス、エリック・ジェイコブセン
- キャラクター
  - JB、Igu-Igu、Chacha
- その他
  - エリザベス・ハードキャッスル

#### 2003 - 2004年度
- おねえさん
- おにいさん
  - エリック・ジェイコブセン
- キャラクター
  - JB、Igu-Igu
- その他
  - 井上藍香

#### 2005年度
- おねえさん
  - アンジェラ・ピーチー
- おにいさん
  - エリック・ジェイコブセン、ライアン・ドリース
- その他
  - コスモスダンスファミリー、シュガースパイス、エマ

#### 2006年度
- おねえさん
  - レスリー・チャング
- おにいさん
  - エリック・ジェイコブセン
- キャラクター
  - ケボ、モッチ
- その他
  - シュガースパイス、エマ・ハワード

#### 2007年度
- おねえさん
  - レスリー・チャング
- おにいさん
  - エリック・ジェイコブセン
- キャラクター
  - ケボ、モッチ
- その他
  - シュガースパイス、ステイシー・パウエル

#### 2008年度
- おねえさん
  - ジェニファー・ペリマン
- おにいさん
  - エリック・ジェイコブセン
- キャラクター
  - ケボ、モッチ
- その他
  - シュガースパイス

#### 2009 - 2011年度
- おねえさん
  - ジェニファー・ペリマン
- おにいさん
  - エリック・ジェイコブセン
- キャラクター
  - ケボ、モッチ

#### 2012 - 2014年度
- おねえさん
  - キコ・ウィルソン
- おにいさん
  - エリック・ジェイコブセン
- キャラクター
  - BO、BEA、BOO
- その他
  - BIB、BUB

#### 2015 - 2016年度
- おねえさん
  - キコ・ウィルソン
- おにいさん
  - エリック・ジェイコブセン
- キャラクター
  - BO、BEA

## 番組内容

### オープニングテーマ曲
- 1990年4月 - 1993年3月：What a Miracle（ホワット・ア・ミラクル）（作詞：冬杜花代子　作曲：淡海悟郎　歌：ジェリー・ソーレス）
- 1993年4月 - 1995年3月：OFF WE GO（さあいこう）（作詞：久野麗　作曲：淡海悟郎　歌：クロイ・マリー・マクナマラ）[6]
- 1995年4月 - 1998年3月：Planet Paradise（ワクワクわくせい）（作詞：久野麗、川崎有子　作曲：有澤孝紀　歌：羽生未来、ジェリー伊藤）
  - シリーズ開始初期とそれ以降で羽生のボーカルのみ再録音されている。初期は仮歌のような力の抜いた歌い方だったが、それ以降のバージョンはより力強い歌い方になっている。
- 1998年4月 - 2001年3月：HAPPY LAND（ハッピーランド）（作詞：アダム・フルフォード　作曲：赤坂東児　歌：クリステル・チアリ、エリック・ジェイコブセン、ルミコ・バーンズ、デニス・フォルト、ASIJ Kids）
- 2001年4月 - 2003年3月：Go Go Raptones（ゴーゴーラップトーンズ）（作詞：木本慶子　作曲：赤坂東児　歌：ザ・ラップトーンズ）
  - 2001年度と2002年度で、オープニング映像が異なっている。当時準レギュラーだったエリックは、どちらのOP映像にも登場していない。
- 2003年4月 - 2005年3月：GOOD TO SEE YOU（きみにあえてよかった）（作詞：EGG　作曲：赤坂東児　歌：ナディア・ギフォード）
- 2005年4月 - 2012年3月：Let's Play in English（ABCのうた）（作詞：佐藤可士和　作曲：井筒昭雄、渡辺秀文　歌：デニス・ガン）
- 2012年4月 - 2017年3月：1-2-3 DOOR（作詞：ブライアン・ペック　作曲：赤坂東児　歌：アマカペ、ショーン）[注釈 5]

### コーナー

#### 第2シリーズのコーナー
- MIO & MR. HANDS（ミオ&ミスター・ハンズ）（1994年度）
  - ミオ（着ぐるみキャラクター）が飲み終わった紙コップや、使い終わったティッシュ箱など、捨てるにはもったいないゴミを"Mr.Hands"と呼ばれる、オペラグローブをはめた手だけの出演者（枝常弘）が拾って素敵な工作に作り替える工作コーナー。

#### 第5シリーズのコーナー
- Hi!Eric
  - 2001年4月から2006年3月まで放送されたコーナー。エリック・ジェイコブセンがギターを持ち全国の保育園や幼稚園をまわって子供たちと英語を楽しむ。2003年度に限り独立した派生番組として放送され、2004年4月以降は「What do you like to do?」に改題の上ふたたび「英語であそぼ」本編内で放送された。

#### 第7シリーズのコーナー
- TRY IT（トライ・イット）（2008年度 - 2011年度）
  - ケボとジェニー、エリック（日代わり）が全国各地の幼稚園・保育園にまわり、子供たちとダンスをする。
  - 『Here you are!』（ジェニー）→『Thank you!』（ケボ）、『I'm hungry!』（ジェニー）→『Let's eat!』（ケボ）、『Hurry up!』（エリック）→『I'm coming!』（ケボ）、『Where are you?』（エリック）→『Right here!』（ケボ）の4パターンが存在する。
  - 2009年4月以降はケボのミニロケがあり、2009年度のみ金曜日はスタジオでの収録。歌の歌唱はかつての出演者である戸田ダリオが担当。
- WOW WEE WOO WAY WHOA!（ワオ・ウィー・ウー・ウェイ・ウォー）（2011年度）作詞・作曲 - エリック・ジェイコブセン
  - 英語らしい音が入った楽しいラップのような歌。レギュラーメンバーが踊りながら歌う。
- キーワードコーナー（2008年度 - 2011年度）
  - その日のキーワードをアニメーションで紹介。
- Kebo & Motch's Q&A（ケボアンドモッチ・キューアンドエー）（2011年）
- ABC DRAWINGS（エービーシー・ドローウィングス）（2011年）
  - ジェニーが子供たちと一緒にアルファベットを元に絵を描いて遊ぶ。
- JENNY'S WORD REPORT（ジェニーズ・ワードリポート）（2008年度）
  - ジェニーが各地を回り、その会話を英語でリポートする。
- TAM TAM TAMBOURINE（タン・タン・タンバリン）（2009年度 - 2010年度）
  - ジェニーが各地を回り、子供たちと英語を使ったゲームをする。
- MR.BOOKMARK（ミスター・ブックマーク）（2008年度 - 2010年度）
  - 15秒間のアニメーションで、しおりが動く。動きと歌で紹介。
- ACTION（アクション）（2010年度）
- LET'S WATCH!（レッツ・ウォッチ!）（2010年度 - 2011年度）

#### 第8シリーズのコーナー
- スタジオコーナー（2012年度 - 2016年度）
  - 月 - 木曜日に放送。BOとBEAとキコとエリックがスタジオ（屋外になることもある）でいろいろなことをする（内容によっては1人登場しないことがある）。
- 絵本コーナー（2012年度 - 2016年度）
  - 月 - 木曜日に放送。前期（2012年度 - 2014年度）は、BIB、またはBUBが読み聞かせをする形式だった。月曜日と水曜日は、BOとBEAがBOOの中にあるブックワールドに吸い込まれ、BOとBEAがBIB、またはBUBの読み聞かせを聞く。後期からはスタジオコーナーから抜け出したキコが絵本を読み聞かせる形式に変更された。オリジナルストーリーは4回分で1話の構成になっており、一つのストーリーが月曜日に始まり、木曜日に終わる。視聴者が投稿した作品は1話完結である。
- へんてこダンス（2015年度 - 2016年度）
  - ひとつの英語フレーズでへんてこなダンスを踊るコーナー。視聴者投稿型コーナーであり、投稿した視聴者の踊っている映像が流れることがある（こちらの回は冒頭にBOとBEAが登場する）。
- お助けEマンの“親子でイングリッシュ”（2015年度 - 2016年度）
  - 日本人の親子が英語しか話せない外国人[注釈 6]に英語で答えるコーナー。応答が微妙な英語だった場合、視聴者に対し正しい英語を説明し、不適切な英語だった場合、エリック扮するEマンが正しい英語を教えに来る。なお、エリックはこのコーナーの解説も担当している為、他のコーナーに比べ、日本語を話す量が多い。
- おまかせレンジャー（2016年度）
  - おまかせレンジャーが子供達の英語や文化に関する疑問を解決するコーナー。
- MOVE IT（2012年度 - 2015年度）
  - ダンスコーナー。スタジオでの収録バージョンと、幼稚園や保育園に出張し子どもたちと踊るバージョンとがある。出張バージョンでは着ぐるみはBOのみかBEAのみの1体しか登場しない。
- うた（ - 2016年度）
  - 主に番組オリジナル曲や英語圏の童謡の音楽が流れ、音楽は月ごとに変わる。金曜日、3月は基本的に過去に放送された音楽（一部は、過去の出演者が歌った曲もある）が流れるが、まれに、うたのコーナーが放送されない場合がある。また、金曜日でも当月のマンスリーソングを流すこともある。
  - 2012年度は3月の総集編を除き、過去に放送された音楽は流さず金曜日はあそびうたのみの放送だった。
  - 2015年度以降は、番組最後の固定コーナーとして、金曜日でもマンスリーソングが流れるようになった。
  - 2015年度から過去の音楽はスタジオでBOとBEAとキコとエリックが歌うことになり、金曜日はうたの放送中にスタッフロールが流れるようになった。

### かつてのマンスリーソング
特別記載がない限り、作詞はブライアン・ペック、作曲は赤坂東児である。（☆は 音声検索で認識する曲）

#### 2006年度
| 放送月 | 曲名                | 歌                | 作詞                 | 作曲     |
| 2006年 | 2006年              | 2006年            | 2006年               | 2006年   |
| ------ | ------------------- | ----------------- | -------------------- | -------- |
| 4月    | HELLO               | ケボ&モッチ       | ブライアン・ペック   | 赤坂東児 |
| 5月    | What's Your Name?   | レスリー          | アダム・フルフォード | 赤坂東児 |
| 6月    | YOU AND ME          | ケボ&モッチ       | ブライアン・ペック   | 赤坂東児 |
| 7月    | HAPPY HAPPY HAPPY   | ケボ&モッチ       | ブライアン・ペック   | 赤坂東児 |
| 8月    |                     |                   |                      |          |
| 9月    | Colors Colors       | レスリー          | ブライアン・ペック   | 赤坂東児 |
| 10月   | SNACK TIME          | レスリー ☆        | ブライアン・ペック   | 赤坂東児 |
| 11月   | NATURALLY           | レスリー ☆        | ブライアン・ペック   | 赤坂東児 |
| 12月   | GRANDMA AND GRANDPA | レスリー          | ブライアン・ペック   | 赤坂東児 |
| 2007年 |                     |                   |                      |          |
| 1月    | LET'S DANCE         | レスリー          | ブライアン・ペック   | 赤坂東児 |
| 2月    | Sounds              | ブライアン･ペック | ブライアン・ペック   | 赤坂東児 |

#### 2007年度
| 放送月 | 曲名                  | 歌                     | 作詞               | 作曲     |
| 2007年 | 2007年                | 2007年                 | 2007年             | 2007年   |
| ------ | --------------------- | ---------------------- | ------------------ | -------- |
| 4月    | YOU CAN BE            | レスリー               | ブライアン・ペック | 赤坂東児 |
| 5月    | BALL BALL BALL        | レスリー、アマカペ     | ブライアン・ペック | 赤坂東児 |
| 6月    | CLEAN UP              | ケボ&モッチ            | ブライアン・ペック | 赤坂東児 |
| 7月    | PAPER AND PENCILS     | ジーノ                 | ブライアン・ペック | 赤坂東児 |
| 8月    |                       |                        |                    |          |
| 9月    | EENIE MEENIE MINY MOE | レスリー               | ブライアン・ペック | 赤坂東児 |
| 10月   | SCARY SCARY           | ウォルター・ロバーツ ☆ | ブライアン・ペック | 赤坂東児 |
| 11月   | LOOK AT ME            | ルミコ・バーンズ       | ブライアン・ペック | 赤坂東児 |
| 12月   | WINTER TIME FUN       | レスリー、ケボ&モッチ  | ブライアン・ペック | 赤坂東児 |
| 2008年 |                       |                        |                    |          |
| 1月    | CATCH A TRAIN         | エマ ☆                 | ブライアン・ペック | 赤坂東児 |
| 2月    | I WANT TO GO          | レスリー               | ブライアン・ペック | 赤坂東児 |

#### 2008年度
| 放送月 | 曲名              | 歌                    | 作詞               | 作曲     |
| 2008年 | 2008年            | 2008年                | 2008年             | 2008年   |
| ------ | ----------------- | --------------------- | ------------------ | -------- |
| 4月    | WITH YOU          | ジェニー、ケボ&モッチ | ブライアン・ペック | 赤坂東児 |
| 5月    | ONE AND TWO       | ジェニー              | ブライアン・ペック | 赤坂東児 |
| 6月    | SMILE SMILE       | ジェニー              | ブライアン・ペック | 赤坂東児 |
| 7月    | CAN YOU? CAN YOU? | ジェニー              | ブライアン・ペック | 赤坂東児 |
| 8月    |                   |                       |                    |          |
| 9月    | BACKPACK          | アマカペ&フローレンス | ブライアン・ペック | 赤坂東児 |
| 10月   | OVER THE MOUNTAIN | ジェニー ☆            | ブライアン・ペック | 赤坂東児 |
| 11月   | CANDY CARNIVAL    | ジェニー              | ブライアン・ペック | 赤坂東児 |
| 12月   | A CHRISTMAS WISH  | ジェニー、ケボ&モッチ | ブライアン・ペック | 赤坂東児 |
| 2009年 |                   |                       |                    |          |
| 1月    | MY SHADOW         | ジェニー              | ブライアン・ペック | 赤坂東児 |
| 2月    | LET'S MAKE A BAND | ケボ&モッチ           | ブライアン・ペック | 赤坂東児 |

#### 2009年度
| 放送月 | 曲名                    | 歌                   | 作詞               | 作曲     |
| 2009年 | 2009年                  | 2009年               | 2009年             | 2009年   |
| ------ | ----------------------- | -------------------- | ------------------ | -------- |
| 4月    | OUR SUBMARINE           | アマカペ             | ブライアン・ペック | 赤坂東児 |
| 5月    | WHAT ARE YOU DOING?     | ジェニー             | ブライアン・ペック | 赤坂東児 |
| 6月    | MIX MIX REMIX           | アマカペ             | ブライアン・ペック | 赤坂東児 |
| 7月    | MORE AND MORE           | ジェニー             | ブライアン・ペック | 赤坂東児 |
| 8月    |                         |                      |                    |          |
| 9月    | IN THE CITY             | ジェニー             | ブライアン・ペック | 赤坂東児 |
| 10月   | SING A LITTLE SONG      | ブライアン・ペック   | ブライアン・ペック | 赤坂東児 |
| 11月   | PUT THEM ON             | ケボ&モッチ          | ブライアン・ペック | 赤坂東児 |
| 12月   | MERRY, MERRY CHRISTMAS  | アダム・フルフォード | ブライアン・ペック | 赤坂東児 |
| 2010年 |                         |                      |                    |          |
| 1月    | HAPPY NEW YEAR          | ジェニー             | ブライアン・ペック | 赤坂東児 |
| 2月    | STAR LIGHT, STAR BRIGHT | ショーン＆アリエル   | ブライアン・ペック | 赤坂東児 |

#### 2010年度
| 放送月 | 曲名               | 歌                       | 作詞               | 作曲     | 補足        |
| 2010年 | 2010年             | 2010年                   | 2010年             | 2010年   | 2010年      |
| ------ | ------------------ | ------------------------ | ------------------ | -------- | ----------- |
| 4月    | FUNNY FUN HOUSE    | ジェニー☆                | ブライアン・ペック | 赤坂東児 |             |
| 5月    | OPEN UP THE BOX    | ローレンス・ダニエル     | ブライアン・ペック | 赤坂東児 |             |
| 6月    | YOU CAN DO IT      | ジェニー ☆               | ブライアン・ペック | 赤坂東児 | [ 注釈 10 ] |
| 7月    | WHAT DO YOU THINK? | アマカペ                 | ブライアン・ペック | 赤坂東児 |             |
| 8月    |                    |                          |                    |          |             |
| 9月    | WAKE UP            | ブライアン・ペック       | ブライアン・ペック | 赤坂東児 |             |
| 10月   | TAKE A WALK        | ジェニー                 | ブライアン・ペック | 赤坂東児 |             |
| 11月   | ACROSS THE SKY     | ショーン ☆               | ブライアン・ペック | 赤坂東児 |             |
| 12月   | GOTTA BE GOOD      | アマカペ、ケボ＆モッチ ☆ | ブライアン・ペック | 赤坂東児 |             |
| 2011年 |                    |                          |                    |          |             |
| 1月    | BUBBLES            | ウォルター・ロバーツ     | ブライアン・ペック | 赤坂東児 |             |
| 2月    | I'M COLD           | ジェニー                 | ブライアン・ペック | 赤坂東児 |             |

#### 2011年度
| 放送月 | 曲名                   | 歌                                    | 作詞               | 作曲     | 補足          |
| 2011年 | 2011年                 | 2011年                                | 2011年             | 2011年   | 2011年        |
| ------ | ---------------------- | ------------------------------------- | ------------------ | -------- | ------------- |
| 4月    | COLORFUL FRUIT         | ジェニー ☆                            | ブライアン・ペック | 赤坂東児 |               |
| 5月    | PIRATES AND PRINCESSES | ダリオ&フローレンス ☆                 | ブライアン・ペック | 赤坂東児 |               |
| 6月    | YOUR BIRTHDAY          | ジェニー、ケボ&モッチ ☆               | ブライアン・ペック | 赤坂東児 | [ 注釈 12 ]   |
| 7月    | MISTER COMPUTER        | マサシ＆アリエル                      | ブライアン・ペック | 赤坂東児 |               |
| 8月    |                        |                                       |                    |          |               |
| 9月    | HAND IN HAND           | エリック、ジェニー、ケボ&モッチ、他 ☆ | ブライアン・ペック | 赤坂東児 | [ 注釈 14 ]   |
| 10月   | GO TO SLEEP            | ドナ・バーク、ブライアン・ペック      | ブライアン・ペック | 赤坂東児 |               |
| 11月   | SWEETY PIE，HONNY BUN  | ケボ&モッチ                           | ブライアン・ペック | 赤坂東児 |               |
| 12月   | A PRESENT              | ジェニー ☆                            | ブライアン・ペック | 赤坂東児 |               |
| 2012年 |                        |                                       |                    |          |               |
| 1月    | BRUSH BRUSH BRUSH      | ジェニー                              | ブライアン・ペック | 赤坂東児 |               |
| 2月    | -                      | -                                     | -                  | -        | 3月の補足参照 |
| 3月    | START AND FINISH       | ジェニー、ケボ&モッチ                 | ブライアン・ペック | 赤坂東児 | [ 注釈 17 ]   |

#### 2012年度
| 放送月 | 曲名                          | 歌                  | 作詞               | 作曲     | 補足        |
| 2012年 | 2012年                        | 2012年              | 2012年             | 2012年   | 2012年      |
| ------ | ----------------------------- | ------------------- | ------------------ | -------- | ----------- |
| 4月    | WELCOME                       | キコ、BO&BEA ☆      | ブライアン・ペック | 赤坂東児 | [ 注釈 18 ] |
| 5月    | A LITTLE BIT                  | キコ ☆              | ブライアン・ペック | 赤坂東児 |             |
| 6月    | BLOW YOUR HORN                | キコ ☆              | ブライアン・ペック | 赤坂東児 |             |
| 7月    | BOOK WORLD                    | BO＆BEA、BUB＆BIB ☆ | ブライアン・ペック | 赤坂東児 |             |
| 8月    |                               |                     |                    |          |             |
| 9月    | I CAN SPEAK ENGLISH           | キコ☆               | ブライアン・ペック | 赤坂東児 | [ 注釈 19 ] |
| 10月   | YESTERDAY, TOMORROW AND TODAY | BO＆BEA ☆           | ブライアン・ペック | 赤坂東児 |             |
| 11月   | YOU CAN DO IT                 | キコ ☆              | ブライアン・ペック | 赤坂東児 | [ 注釈 20 ] |
| 12月   | CHRISTMAS SMILES              | キコ、BO&BEA ☆      | ブライアン・ペック | 赤坂東児 |             |
| 2013年 |                               |                     |                    |          |             |
| 1月    | -                             | -                   | -                  | -        | 1月はなし   |
| 2月    | DO A DOODLE                   | キコ、BO＆BEA ☆     | ブライアン・ペック | 赤坂東児 |             |

#### 2013年度
| 放送月 | 曲名                       | 歌                   | 作詞                 | 作曲     | 補足        |
| 2013年 | 2013年                     | 2013年               | 2013年               | 2013年   | 2013年      |
| ------ | -------------------------- | -------------------- | -------------------- | -------- | ----------- |
| 4月    | HELLO AGAIN                | キコ ☆               | ブライアン・ペック   | 赤坂東児 |             |
| 5月    | DO YOU LIKE RHYTHM?        | キコ、BO＆BEA ☆      | ブライアン・ペック   | 赤坂東児 |             |
| 6月    | BEAUTIFUL TODAY            | キコ ☆               | ブライアン・ペック   | 赤坂東児 |             |
| 7月    | YES! I’M READY             | キコ ☆               | ブライアン・ペック   | 赤坂東児 |             |
| 8月    |                            |                      |                      |          |             |
| 9月    | COME WITH ME, STAY WITH ME | キコ、BO＆BEA ☆      | ブライアン・ペック   | 赤坂東児 |             |
| 10月   | HAPPY HALLOWEEN            | キコ ☆               | ブライアン・ペック   | 赤坂東児 |             |
| 11月   | ALL TOGETHER               | キコ ☆               | ブライアン・ペック   | 赤坂東児 | [ 注釈 21 ] |
| 12月   | CHRISTMAS DREAMS           | キコ☆                | ブライアン・ペック   | 赤坂東児 |             |
| 2014年 |                            |                      |                      |          |             |
| 1月    | ROCK, PAPER, SCISSORS, GO! | エリック、キコ ☆     | アダム・フルフォード | 赤坂東児 | [ 注釈 22 ] |
| 2月    | TOWER TO THE SKY           | ブライアン・ペック ☆ | ブライアン・ペック   | 赤坂東児 |             |

#### 2014年度
| 放送月 | 曲名                | 歌                   | 作詞               | 作曲     |
| 2014年 | 2014年              | 2014年               | 2014年             | 2014年   |
| ------ | ------------------- | -------------------- | ------------------ | -------- |
| 4月    | COUNTDOWN           | キコ ☆               | ブライアン・ペック | 赤坂東児 |
| 5月    | DO YOU WANNA?       | キコ、BO&BEA ☆       | ブライアン・ペック | 赤坂東児 |
| 6月    | DREAMIN' A DREAM    | キコ ☆               | ブライアン・ペック | 赤坂東児 |
| 7月    | ROCK AND ROLL       | ブライアン・ペック ☆ | ブライアン・ペック | 赤坂東児 |
| 8月    |                     |                      |                    |          |
| 9月    | THE FIRST TIME      | キコ ☆               | ブライアン・ペック | 赤坂東児 |
| 10月   | COWS                | BO&BEA ☆             | ブライアン・ペック | 赤坂東児 |
| 11月   | LOOK AT THIS?       | キコ、KIDS ☆         | ブライアン・ペック | 赤坂東児 |
| 12月   | YOU CAN BE SANTA    | キコ、BO&BEA ☆       | ブライアン・ペック | 赤坂東児 |
| 2015年 |                     |                      |                    |          |
| 1月    | THIS ONE , THAT ONE | キコ、BO&BEA ☆       | ブライアン・ペック | 赤坂東児 |
| 2月    | LET ME SEE          | ショーン ☆           | ブライアン・ペック | 赤坂東児 |

#### 2015年度
| 放送月 | 曲名                   | 歌                                           | 作詞               | 作曲     |
| 2015年 | 2015年                 | 2015年                                       | 2015年             | 2015年   |
| ------ | ---------------------- | -------------------------------------------- | ------------------ | -------- |
| 4月    | COME ON                | キコ ☆                                       | ブライアン・ペック | 赤坂東児 |
| 5月    | LET'S PLAY             | BO&BEA ☆                                     | ブライアン・ペック | 赤坂東児 |
| 6月    | LISTEN AND TRY         | キコ ☆                                       | ブライアン・ペック | 赤坂東児 |
| 7月    | PEOPLE SAY             | ブライアン・ペック ☆                         | ブライアン・ペック | 赤坂東児 |
| 8月    |                        |                                              |                    |          |
| 9月    | GUESS！                | キコ、BO&BEA ☆                               | ブライアン・ペック | 赤坂東児 |
| 10月   | HIP HOP RABBIT         | ヴァナイ・マーシー、プラト ☆                 | ブライアン・ペック | 赤坂東児 |
| 11月   | COLORFUL AND BEAUTIFUL | キコ ☆                                       | ブライアン・ペック | 赤坂東児 |
| 12月   | SANTA ,WAKE UP         | ダリオ、フローレンス、ウォルター・ロバーツ ☆ | ブライアン・ペック | 赤坂東児 |
| 2016年 |                        |                                              |                    |          |
| 1月    | ONE FOR YOU            | ドナ・バーク、KIDS ☆                         | ブライアン・ペック | 赤坂東児 |
| 2月    | IT'S A SECRET          | BO&BEA ☆                                     | ブライアン・ペック | 赤坂東児 |

#### 2016年度
| 放送月 | 曲名                 | 歌                                             | 作詞               | 作曲     |
| 201年  | 201年                | 201年                                          | 201年              | 201年    |
| ------ | -------------------- | ---------------------------------------------- | ------------------ | -------- |
| 4月    | KINGDOM OF PISTACHIO | キコ ☆                                         | ブライアン・ペック | 赤坂東児 |
| 5月    | RUN AWAY             | キコ&エリック、BO&BEA ☆                        | ブライアン・ペック | 赤坂東児 |
| 6月    | COME INTO THE JANGLE | フローレンス、ショーン、ダリオ、ビアンカ ☆     | ブライアン・ペック | 赤坂東児 |
| 7月    | CAN I TRY？          | クリステル・チアリ ☆                           | ブライアン・ペック | 赤坂東児 |
| 8月    |                      |                                                |                    |          |
| 9月    | WHAT'S THAT？        | キコ、BO&BEA ☆                                 | ブライアン・ペック | 赤坂東児 |
| 10月   | HELLO HALLOWEEN      | ドナ・バーク、ウォルター・ロバーツ、ビアンカ ☆ | ブライアン・ペック | 赤坂東児 |
| 11月   | TINE CAN TALK        | キコ ☆                                         | ブライアン・ペック | 赤坂東児 |
| 12月   | CHRISTMAS IS HERE    | ウォルター・ジャクソン ☆                       | ブライアン・ペック | 赤坂東児 |
| 201年  |                      |                                                |                    |          |
| 1月    | WAIT！               | ブライアン、ショーン、ユウコ ☆                 | ブライアン・ペック | 赤坂東児 |
| 2月    | SEE YOU TOMORROW     | キコ&エリック、BO&BEA ☆                        | ブライアン・ペック | 赤坂東児 |

#### その他
What do you wanna do?（2012年度 - 2016年度）
Sing a happy song（2012年度 - 2014年度）
エリックが各地をまわり、子供たちと歌を歌ったりして遊ぶ。後者は2014年度まで放送。
フシギな擬音（2015年度 - 2016年度）
日本語と英語での擬音の違いを利用したコーナー（例えば竹刀で面を叩く音〈パン〉なら、面がパンダ〈Panda〉の被り物に変わる）。
えいごふだ（2006年度 - 2016年度）
木の札に書かれたキャラクターたちが動いて英語の単語を紹介する。日常でよく使う表現を1話につき1文取り上げる。数少ない日本語が登場するコーナー。ナレーションはにほんごであそぼでおなじみのうなりやベベンこと国本武春。前シリーズからの流用のコーナーのため、縦横比4:3で左右にサイドパネルが付いている。現在は火〜金曜日に放送。
ナンバーズ
詳細なし
ONE MINUTE EXERCISE（一分たいそう）（2016年度）
キコ（或いはエリック）のかけ声に合わせて、1分間の体操をするコーナー。
金曜ライブ！（2015年度 - 2016年度）
金曜日にBO、BEA、キコ、エリックの4人がスタジオで歌うコーナー（2016年度以降は観客を入れることもある）。
イラストコーナー（2012年度 - 2016年度）
BOとBEAが子供たちから送られてきた絵を紹介したり、絵を描いた子供とその親が中継方式で子供の年齢と絵を紹介する（後者はキコとエリックも参加、2014年度 - ）。
EAT THE WORLD
えいごであそぼ with Ortonのパイロット放送で放送。2017年から本番組でも金曜日にやるようになった。

### 英語アニメ
- 第1、第2シリーズ
  - 『たんけんゴブリン島』[4] 1990年4月2日 - 1991年2月8日放送、アニメーション制作 - 学研、スタジオぎゃろっぷ
  - 『ハローエスカルゴ島（ハローESCARGOT島）』[12]1991年4月1日 - 12月27日放送、アニメーション制作 - アウベック、テレ・イメージ
    - 英語でしか通じないゴブリン島、エスカルゴ島の探検を通して英語を身につけていく冒険物語。最初、英語が解らなかったアーク、ビューティー、チャビィの3人が、日本語、英語共に堪能であるバイリンガルのビボとの出会いから、少しずつ英語に慣れていくという英語教育的な内容である。アーク、ビューティー、チャビィ、ビボの4人共（正確には3人1匹）に一度も登場しない回もあった。

  - 『レッツ ハブ ファン!（Let's have fun!）』1992年4月6日 - 1993年3月29日放送、アニメーション制作 - クリエイト・エム
- 第3シリーズ
  - 『プラネット・パラダイス（アニメ版）』1995年4月3日 - 9月22日放送、アニメーション制作 - クリエイト・M
  - 『ルー・アンド・ミミ（Lou&Mimi）』[7] 1996年4月1日 - 8月9日放送、アニメーション制作 - クリエイト・M
    - 『プラネット・パラダイス』は英語劇を英語アニメとしてアニメ化された唯一の作品。『ルー・アンド・ミミ』は、少年のルーと少女のミミ、グー、ギャッピーとのぼのぼのとした日常を描く。後作の『カイ・アンド・パッチ』とは対照的にコメディー的要素が薄い。
- 第4シリーズ
  - 『カイ・アンド・パッチ（Kai and Patch）』1998年4月6日 - 1999年1月5日放送、アニメーション制作 - ノーサイド
  - 『カイ・アンド・パッチ2（Kai and Patch 2）』1999年4月5日 - 10月18日放送、アニメーション制作 - ノーサイド、アクシス
    - 少年のカイと枕のキャラクターのパッチ、犬のヘイクロウ、カイのガールフレンドのハンナが繰り広げるドタバタな日常を描く。第1期では時折日本語が用いられていたが、第2期になると一切用いられなくなった。また、第2期においては同時にセル画からデジタル彩色に切り替わっている（デジタル制作の英語アニメでは最初で最後であった）。第2期では、魔法が使える赤ちゃんが登場する。また、同アニメの後半ではハンナとブルドッグのスパイクとの対決のエピソードが多い。

  - 『ABCアクション』1998年4月6日 - 7月15日放送
  - 『スライミー モンスター アンジャ モンジャ（Slimy Monsters ANGJA MONGJA）』1998年4月6日 - 9月21日、2000年4月3日 - 9月18日放送
  - 『リトルペンギン（Little Penguin）』1998年4月9日 - 9月24日放送、2000年4月6日 - 9月21日放送
- 第5、第6シリーズ
  - 『おどれ!タイポ』2001年4月2日 - 2002年1月21日、4月1日 - 10月21日、2003年4月7日 - 2004年3月1日放送
  - 『ポピン（Popin）』2001年4月3日 - 2002年1月22日、4月2日 - 10月22日放送
  - 『ボキャレース』2001年4月4日 - 2002年1月23日、4月3日 - 10月23日放送
  - 『ヤムヤムヤミー（Yum.Yum.Yummy）』2001年4月5日 - 2002年1月24日、4月4日 - 10月24日、2003年4月8日 - 9月9日、2004年4月6日 - 8月10日放送

#### 各話リスト

##### たんけんゴブリン島
1. さらわれたジョイ（1990年4月2日）
2. HELLOビボ（1990年4月3日）
3. ビューティのともだち（1990年4月4日）
4. あかいみたべた（1990年4月5日）
5. いじわるゴブリン（1990年4月6日）
6. よくばりピンキー（1990年4月9日）
7. あやしいしんごう（1990年4月10日）
8. POWERSTONEはどこだ（1990年4月11日）
9. I'M SLEEPY（1990年4月12日）
10. まほうのたま（1990年4月13日）
11. ゴブリンじょうのピンキー（1990年4月16日）
12. ゴブリンJUICE（1990年4月17日）
13. ドラゴンのたまご（1990年4月18日）
14. MY CABBAGE（1990年4月19日）
15. えいごでとおせんぼ（1990年4月20日）
16. おかしのいえ（1990年4月23日）
17. WHAT COLOR?（1990年4月24日）
18. しあわせのきのみ（1990年4月25日）
19. WHAT SHAPE?（1990年4月26日）
20. つりばしわたれ（1990年4月27日）
21. もりのレストラン（1990年5月21日）
22. ロボットのおみせ（1990年5月22日）
23. やぎさんのごちそう（1990年5月23日）
24. I'M HUNGRY（1990年5月24日）
25. ゴブリンのレストラン（1990年5月25日）
26. A BIG DONUT（1990年6月4日）
27. ICE CREAMがたべたい（1990年6月5日）
28. モグラさんのみちあんない（1990年6月6日）
29. アークのBIG BALLOON（1990年6月7日）
30. A LONG ROPE（1990年6月8日）
31. いしがきのぼれ（1990年6月18日）
32. いかだでわたろう（1990年6月19日）
33. HURRY UP チャビー（1990年6月20日）
34. OPEN THE DOOR（1990年6月21日）
35. ワニがいっぱい（1990年6月22日）
36. I LIKE HONEY（1990年7月2日）
37. まじょのおみやげ（1990年7月3日）
38. まほうのMILK（1990年7月4日）
39. ふしぎなえほん（1990年7月5日）
40. A BIG SNOWMAN（1990年7月6日）
41. GOOD EVENING WITCH（1990年7月16日）
42. すてきなまじょのいえ（1990年7月17日）
43. まじょのBIRTHDAY（1990年7月18日）
44. まちへかいもの（1990年7月19日）
45. ピポのかぞく（1990年7月20日）
46. I'M SAD（1990年9月3日）
47. おおだこあがれ（1990年9月4日）
48. BALLOONだいさくせん（1990年9月5日）
49. ピポのPRESENT（1990年9月6日）
50. HAPPY BIRTHDAY リンディ（1990年9月7日）
51. もりのダンスパーティー（1990年9月17日）
52. ゴブリンをやっつけろ（1990年9月18日）
53. I'M JUMPING（1990年9月19日）
54. ビューティのなみだ（1990年9月20日）
55. STOP FISHING（1990年9月21日）
56. CAN YOU SWIM?（1990年10月1日）
57. そらとぶじゅうたん（1990年10月2日）
58. ぼくたちのひみつきち（1990年10月3日）
59. そらとぶ ICE CREAM（1990年10月4日）
60. ピンキーしかられる（1990年10月5日）
61. LET'S DANCE DAD（1990年10月15日）
62. いたずら PRINCESS（1990年10月16日）
63. しっぱいした こやづくり（1990年10月17日）
64. おおきな おとしあな（1990年10月18日）
65. LET'S MAKE A FIRE（1990年10月19日）
66. CAN I HELP YOU?（1990年10月29日）
67. おばけのジュースやさん（1990年10月30日）
68. ゴブリンのジャムやさん（1990年10月31日）
69. ぶたのパンやさん（1990年11月1日）
70. みせばんにちょうせん（1990年11月2日）
71. BRUSH YOUR TEETH（1990年11月12日）
72. PUT ON A RAINCOAT（1990年11月13日）
73. ピポのいしょうだんす（1990年11月13日）
74. たのしいせんたく（1990年11月14日）
75. ほしぞらのおえかき（1990年11月16日）
76. もりのPLAY GROUND（1990年11月26日）
77. LET'S MAKE A SEESAW!（1990年11月27日）
78. ゴブリンおいだしさくせん（1990年11月28日）
79. シャボンだまあがれ（1990年11月29日）
80. すてきなおはなばたけ（1990年11月30日）
81. I'M A DOCTOR（1990年12月10日）
82. むしばがいたい（1990年12月11日）
83. ちゅうしゃはきらい（1990年12月12日）
84. けがをしたおさるさん（1990年12月13日）
85. かぜをひいたピボ（1990年12月14日）
86. WHERE'S MY HAT?（1991年1月7日）
87. おそろしいすなやま（1991年1月8日）
88. ピンキーのちゅうもん（1991年1月9日）
89. ジョイをみつけた!（1991年1月10日）
90. おしろにしのびこめ（1991年1月17日）
91. ねらわれた ひな（1991年1月21日）
92. ゆかいなぺんきぬり（1991年1月22日）
93. そりにのって LET'S GO!（1991年1月23日）
94. ゴブリンじょうのワニ（1991年1月24日）
95. リンディがいた!（1991年1月25日）
96. WHERE'S LINDY?（1991年2月4日）
97. A MAGIC WAND（1991年2月5日）
98. THANK YOU GOBLIN KING（1991年2月6日）
99. LET'S GO TO THE PARTY（1991年2月7日）
100. SEE YOU AGAIN（1991年2月8日）

※1990年12月31日の放送は人形劇形式のエピソードを放送。

##### ハローESCARGOT島
1. ハロー ESCARGOT島（1991年4月1日）
2. ハロー HAPPYおばさん（1991年4月2日）
3. ハロー クリスタル（1991年4月3日）
4. ハロー クリスタルじょう（1991年4月4日）
5. ハロー 島のひとたち（1991年4月5日）
6. WHAT'S THIS?（1991年4月15日）
7. びっくりゆうえんち（1991年4月16日）
8. おおそうじはたいへん（1991年4月17日）
9. びしょぬれビポ（1991年4月18日）
10. おはなばたけをまもれ（1991年4月19日）
11. THIS IS A CAKE（1991年4月30日）
12. おとしあなだいさくせん（1991年5月1日）
13. A BIG ORANGE（1991年5月2日）
14. とんだおかいもの（1991年5月3日）
15. どろぼうにごようじん（1991年5月4日）
16. WHAT SHAPE IS IT?（1991年5月13日）
17. どくきのこにきをつけろ（1991年5月14日）
18. おばけでしかえし（1991年5月15日）
19. きょだいなくものす（1991年5月16日）
20. まっかなルビー（1991年5月17日）
21. ビニールだまでやっつけろ（1991年5月27日）
22. もりがあぶない（1991年5月28日）
23. おなべがにげた（1991年5月29日）
24. いじわるビポ（1991年5月30日）
25. つなひきでしょうぶ（1991年5月31日）
26. LET'S COUNT!（1991年6月10日）
27. はらはらショッピング（1991年6月11日）
28. もりはおおさわぎ（1991年6月12日）
29. ねらわれたペンダント（1991年6月13日）
30. たのしいめいろ（1991年6月14日）
31. ふしぎなあしあと（1991年6月24日）
32. まほうのはこ（1991年6月25日）
33. おむかえはたいへん（1991年6月26日）
34. ひみつのどうぐ（1991年6月27日）
35. A BIG FISH（1991年6月28日）
36. ハロー かめのあかちゃん（1991年7月8日）
37. しまのあおぞらいちば（1991年7月9日）
38. おおぞらにちょうせん（1991年7月10日）
39. あやしいひかり（1991年7月11日）
40. まもれとけいだい（1991年7月12日）
41. しまのロボットはかせ（1991年7月22日）
42. みんなどろんこ（1991年7月23日）
43. おしゃべりカメラ（1991年7月24日）
44. ちゅうしゃだいきらい（1991年7月25日）
45. いじわるペントム（1991年7月26日）
46. たのしいキャンプ（1991年8月5日）
47. プレゼントはなあに（1991年8月6日）
48. わくわくこどもランド（1991年8月7日）
49. I LIKE FLOWERS（1991年8月8日）
50. ふうせんだいすき（1991年8月9日）
51. ビューティはめいコック（1991年8月19日）
52. LET'S PLAY BASEBALL（1991年8月20日）
53. はしれ じてんしゃ（1991年8月21日）
54. もりのふしぎなこえ（1991年8月22日）
55. ゴールをめざせ（1991年8月23日）
56. かげえでどっきり（1991年9月2日）
57. すてきなバスりょこう（1991年9月3日）
58. ぼうけんそらのたび（1991年9月4日）
59. ぬけろめいろ（1991年9月5日）
60. ぼくもげいじゅつか（1991年9月6日）
61. ペリック おおはりきり（1991年9月16日）
62. WHAT ARE YOU DOING?（1991年9月17日）
63. しまじゅうがコンクール（1991年9月18日）
64. ぞうさんの おせんたく（1991年9月19日）
65. きのうえからHELLO!（1991年9月20日）
66. エッシーをすくえ（1991年9月30日）
67. おおおとことちからくらべ（1991年10月1日）
68. くすりのきのみをさがせ（1991年10月2日）
69. びっくりやさい（1991年10月3日）
70. もりのおばけやしき（1991年10月4日）
71. IT'S MY TURN（1991年10月14日）
72. まちじゅうペンキだらけ（1991年10月15日）
73. どきどきよぼうちゅうしゃ（1991年10月16日）
74. ふしぎなきのこ（1991年10月17日）
75. トランプがしゃべった!（1991年10月18日）
76. テレビきょくはおもしろい（1991年10月28日）
77. ダイヤモンドのどうくつ（1991年10月29日）
78. おまつりのよるにどっきり（1991年10月30日）
79. ウータンはかせのしんはつめい（1991年10月31日）
80. とべ まじょのほうき（1991年11月1日）
81. シャックリ とまれ!（1991年11月11日）
82. おじいさんになったペリック（1991年11月12日）
83. リスさんのたんじょうパーティー（1991年11月13日）
84. I'M A POLICEMAN（1991年11月14日）
85. かがみはおみとおし（1991年11月15日）
86. はねをなくしたようせい（1991年11月25日）
87. まてまてぼくのドーナツ（1991年11月26日）
88. ひとりぼっちのクリスタル（1991年11月27日）
89. くものうえのおしろ（1991年11月28日）
90. いたずらマント（1991年11月29日）
91. おこったふゆしょうぐん（1991年12月9日）
92. あめのひのおきゃくさん（1991年12月10日）
93. たのしいくさスキー（1991年12月11日）
94. きまぐれかぜこぞう（1991年12月12日）
95. スケートでおおはりきり（1991年12月13日）
96. はらぺこあかちゃん（1991年12月23日）
97. ちいさなだいぼうけん（1991年12月24日）
98. もてもてびっくりパン（1991年12月25日）
99. ちずでたからさがし（1991年12月26日）
100. そらとぶじゅうたん（1991年12月27日）

##### Let's have fun!
1. （不明）
2. （不明）
3. （不明）
4. （不明）
5. （不明）
6. （不明）
7. （不明）
8. （不明）
9. （不明）
10. （不明）
11. （不明）
12. （不明）
13. （不明）
14. （不明）
15. （不明）
16. （不明）
17. （不明）
18. （不明）
19. （不明）
20. Row. row!（1993年1月4日）
21. It's mine.（1993年1月18日）
22. Run away.（1993年2月1日）
23. It's fun. Let me try.（1993年2月15日）
24. Sit down . Stand up.（1993年3月1日）
25. Let's dance. OK.（1993年3月15日）
26. Kick yhe ball.（1993年3月29日）

##### プラネット・パラダイス
1. Hello!（1995年4月3日）
2. How are you?（1995年4月4日）
3. I'm ～.（1995年4月5日）
4. What's your name?（1995年4月6日）
5. My name is ～.（1995年4月7日）
6. Yes./No.（1995年4月17日）
7. Do you like ～? Yes./No.（1995年4月18日）
8. OK.（1995年4月19日）
9. Thank you.（1995年4月20日）
10. Thank you./No, thank you.（1995年4月21日）
11. Look!（1995年5月1日）
12. How beautiful!（1995年5月2日）
13. Listen!（1995年5月3日）
14. Excuse me!（1995年5月4日）
15. I'm sorry .（1995年5月5日）
16. Good morning.（1995年5月15日）
17. Good night.（1995年5月16日）
18. Good bye.（1995年5月17日）
19. Good.（1995年5月18日）
20. Good luck!（1995年5月19日）
21. Try it.（1995年5月29日）
22. Which way?（1995年5月30日）
23. What's this?（1995年5月31日）
24. I want to go to ～.（1995年6月1日）
25. It's ready.（1995年6月2日）
26. It's red.（1995年6月12日）
27. Start./Stop.（1995年6月13日）
28. Here you are.（1995年6月14日）
29. I'm sad.（1995年6月15日）
30. May we borrow ～?（1995年6月16日）
31. Where's AI?（1995年6月26日）
32. Please.（1995年6月27日）
33. It's mine.（1995年6月28日）
34. It's my turn.（1995年6月29日）
35. It's big!（1995年6月30日）
36. Are you ready?（1995年7月10日）
37. Watch out!（1995年7月11日）
38. Who are you?（1995年7月12日）
39. What are you doing?（1995年7月13日）
40. What's that?（1995年7月14日）
41. Up./Down.（1995年7月24日）
42. Don't worry.（1995年7月25日）
43. I want ～.（1995年7月26日）
44. Be careful!（1995年7月27日）
45. Do you want to ～?（1995年7月28日）
46. Let's play ～.（1995年8月7日）
47. Can you help me?（1995年8月8日）
48. I don't know.（1995年8月9日）
49. Do you have ～?（1995年8月10日）
50. Hurry up!（1995年8月11日）
51. Show me!（1995年8月21日）
52. Just a minute!（1995年8月22日）
53. What time is it ?（1995年8月23日）
54. Can you fly?（1995年8月24日）
55. Where are you going?（1995年8月25日）
56. Be careful!（1995年9月4日）
57. I see ～.（1995年9月5日）
58. Make a wish.（1995年9月6日）
59. Let me help you.（1995年9月7日）
60. Can you play ～?（1995年9月8日）
61. This is my garden.（1995年9月18日）
62. This is for you.（1995年9月19日）
63. Here I am.（1995年9月20日）
64. What do you do every-day?（1995年9月21日）
65. What's in the box?（1995年9月22日）

##### Lou & Mimi
1. Hi!（1996年4月1日）
2. Good morning.（1996年4月2日）
3. Good night.（1996年4月3日）
4. Yes. No.（1996年4月4日）
5. Good-bye.（1996年4月5日）
6. Please.（1996年4月15日）
7. Thank you.（1996年4月16日）
8. Excuse me.（1996年4月17日）
9. Good. Bad.（1996年4月18日）
10. I'm sorry .（1996年4月19日）
11. Look!（1996年4月29日）
12. Listen!（1996年4月30日）
13. Be careful!（1996年5月1日）
14. Stop. Go.（1996年5月2日）
15. Come here.（1996年5月3日）
16. I'm hungry.（1996年5月13日）
17. I'm thirsty.（1996年5月14日）
18. I'm sleepy.（1996年5月15日）
19. I'm sad. Don't cry.（1996年5月16日）
20. I'm happy.（1996年5月17日）
21. Let's Go!（1996年5月27日）
22. Let's share!（1996年5月28日）
23. It's my turn.（1996年5月29日）
24. Say cheese.（1996年5月30日）
25. Don't touch it.（1996年5月31日）
26. Let's play!（1996年6月10日）
27. Let's eat!（1996年6月11日）
28. Stand up. Sit down.（1996年6月12日）
29. This is for you.（1996年6月13日）
30. Happy birthday.（1996年6月14日）
31. Here!（1996年6月24日）
32. I wish for ～.（1996年6月25日）
33. I love～.（1996年6月26日）
34. Let's sing together.（1996年6月27日）
35. Clean up.（1996年6月28日）
36. Over. Under.（1996年7月8日）
37. Put on. Yake off.（1996年7月9日）
38. Clean. Dirty.（1996年7月10日）
39. Hot. Cold.（1996年7月11日）
40. How many～ ?（1996年7月12日）
41. Who?（1996年7月22日）
42. What?（1996年7月23日）
43. When?（1996年7月24日）
44. Where?（1996年7月25日）
45. Why?（1996年7月26日）
46. You're my friend.（1996年8月5日）
47. Surprise!（1996年8月6日）
48. I can～. You can～.（1996年8月7日）
49. Smile!（1996年8月8日）
50. Hello!（1996年8月9日）

##### ABCアクション
1. ABCの歌（1998年4月6日）
2. A～Z（1998年4月6日）
3. A／a（1998年4月7日）
4. B／b（1998年4月8日）
5. C／c（1998年4月9日）
6. D／d（1998年4月10日）
7. E／e（1998年4月21日）
8. F／f（1998年4月22日）
9. G／g（1998年4月23日）
10. H／h（1998年4月24日）
11. I／i（1998年5月4日）
12. J／j（1998年5月6日）
13. K／k（1998年5月7日）
14. L／l（1998年5月8日）
15. M／m（1998年5月19日）
16. N／n（1998年5月20日）
17. O／o（1998年5月21日）
18. P／p（1998年5月22日）
19. Q／q（1998年6月1日）
20. R／r（1998年6月2日）
21. S／s（1998年6月3日）
22. T／t（1998年6月5日）
23. U／u（1998年6月18日）
24. V／v（1998年6月30日）
25. W／w（1998年7月1日）
26. X／x（1998年7月2日）
27. Y／y（1998年7月3日）
28. Z／z（1998年7月15日）

##### Kai and Patch
1. Good Morning（1998年4月6日）
2. I'm Going to Get You（1998年4月7日）
3. Push!（1998年4月8日）
4. Mine!（1998年4月9日）
5. Let's Go to the Bathroom（1998年4月10日）
6. My Balloon（1998年4月20日）
7. In and Out（1998年4月21日）
8. Over Here!／Squirrel（1998年4月22日）
9. Can I Play?（1998年4月23日）
10. Good Dog／Bad Dog（1998年4月24日）
11. Vaccum Cleaner（1998年5月4日）
12. Kai and the Bean Stalk（1998年5月5日）
13. Crow（1998年5月6日）
14. Baths Are Fun!（1998年5月7日）
15. Stop, Donut!（1998年5月8日）
16. Paint! Paint! Paint!（1998年5月18日）
17. Get him（1998年5月19日）
18. Wake Up（1998年5月20日）
19. Boo!（1998年5月21日）
20. Where Is the bathroom?（1998年5月22日）
21. Pedal! Pedal!（1998年6月1日）
22. Fishing（1998年6月2日）
23. Let's Clean Up!（1998年6月3日）
24. The News（1998年6月4日）
25. Brush Your Teeth!（1998年6月5日）
26. Let's share!（1998年6月15日）
27. Puppy Love（1998年6月16日）
28. Hello?（1998年6月17日）
29. Excuse Me（1998年6月18日）
30. Pull!（1998年6月19日）
31. Listen!（1998年6月29日）
32. The Three Little Pigs（1998年6月30日）
33. Hiccup!（1998年7月1日）
34. Make a Wish（1998年7月2日）
35. Big, Bigger, Biggest!（1998年7月3日）
36. Skate!（1998年7月13日）
37. Happy Birthday, Hannah!（1998年7月14日）
38. Hannah's Beauty Shop（1998年7月15日）
39. Don't Cry（1998年7月16日）
40. The Cake（1998年7月17日）
41. Whose is This?（1998年7月27日）
42. I'm Hungry（1998年7月28日）
43. Help!（1998年7月29日）
44. Good Night!（1998年7月30日）
45. See You（1998年7月31日）
46. Hide and Seek（1998年8月10日）
47. You Can Do It（1998年8月11日）
48. Me, Too（1998年8月12日）
49. Kai's Birthday（1998年8月13日）
50. Hurry（1998年8月14日）

##### Kai and Patch 2
1. Baby's Nap time（1999年4月5日）
2. The Ball（1999年4月6日）
3. Spike（1999年4月7日）
4. The Babysitter（1999年4月8日）
5. The Piano（1999年4月9日）
6. How do you do?（1999年4月19日）
7. It's mine!（1999年4月20日）
8. I love the sea（1999年4月21日）
9. Water（1999年4月22日）
10. Peel-a-boo（1999年4月23日）
11. Let's play golf!（1999年5月3日）
12. Heikuro's Revenge（1999年5月4日）
13. The Moon（1999年5月5日）
14. On! Off!（1999年5月6日）
15. Hold on!（1999年5月7日）
16. Up and Down（1999年5月17日）
17. Hanna's Fasion Show（1999年5月18日）
18. Let's Make Hamburgers!（1999年5月19日）
19. Fall（1999年10月7日）
20. Upside down（1999年5月21日）
21. Who are you?（1999年10月18日）
22. Splash（1999年6月1日）
23. Basketball（1999年6月2日）
24. Wash（1999年6月3日）
25. Peter Pan（1999年6月4日）
26. Fishing is fun!（1999年6月14日）
27. I found it!（1999年6月15日）
28. I can fly!（1999年6月16日）
29. Hot/Cold（1999年6月17日）
30. Momotaro（1999年6月18日）
31. Go to sleep（1999年6月28日）
32. Good morning（1999年6月29日）
33. Pizza!（1999年6月30日）
34. Give it back!（1999年7月1日）
35. I'm busy（1999年7月2日）
36. Something smells good!（1999年7月12日）
37. Is this yours?（1999年7月13日）
38. Nanny-nanny Boo-boo!（1999年7月14日）
39. Let's go shopping!（1999年7月15日）
40. Exercise（1999年7月16日）
41. I'm strong（1999年8月23日）
42. Who is faster?（1999年8月24日）
43. Throw it far（1999年8月25日）
44. Jump high!（1999年8月26日）
45. Who's better?（1999年8月27日）
46. What time is it?（1999年8月9日）
47. Hello? Who is this?（1999年8月10日）
48. Baby, stand up!（1999年8月11日）
49. Relax（1999年8月12日）
50. Good luck, Heikuro!（1999年8月13日）

##### Little Penguin
1. Box
2. Door
3. Moon
4. Vegetables
5. Telephone
6. Vehicles
7. Shapes
8. Colors
9. Fish
10. Weather
11. Bathroom
12. Fruits
13. Counting 1 - 5
14. Animals
15. Cake
16. Family
17. Counting 1 - 10

##### Slimy Monsters: Angja and Mongja
1. Long / Short
2. Up / Down
3. Wet / Dry
4. Thin / Fat
5. Big / Little
6. Empty / Full
7. Fast / Slow
8. Clean / Dirty
9. High / Low
10. Round / Square
11. Straight / Wiggly
12. Smooth / Pointy

## スタッフ
ホテルギャラクシー
- 英語監修 - 宇垣静子、坂巻潤子、ジェリー・ソーレス、ルミコ・バーンズ
- シリーズ構成 - 枝常弘、星野毅
- 脚本 - 久野麗、志岐奈津子、笹本妙子
- 演出 - 坂上道之助、大原晶子
- キャラクターデザイン - 松下進
- CG - 堤照薫（スター・シップ）
- 音楽 - たかしまあきひこ
- 人形制作 - スタジオ・ノーヴァ、ちょこグループ
- アニメーション制作 - クリエイト・エム
- 制作協力 - NHKエデュケーショナル

プラネット・パラダイス
- 原作 - 久野レイ
- 英語監修 - ジェリー・ソーレス、ロビン・スーシー
- 脚本 - 町田義方、岡本典久、志岐奈津子、佐向大
- 脚本委嘱 - 日暮美佐
- キャラクターデザイン - 山村浩二、石井智美
- コスチュームデザイン - 梅谷育代
- 音楽 - 有澤孝紀、赤坂東児
- 絵 - 和田誠、榎木冨士夫
- 人形操演 - 三枝創、四元京子、杉田智子、成塚由実、清水正子
- 人形美術 - スタジオ・ノーヴァ
- アニメーション - クリエイト・M
- CG - シャドウ
- 英語シラバス作成・監修 - 慶応義塾大学SFC研究所
- 監督 - 坂上道之助
- 共同制作 - NHKエデュケーショナル

ハッピーランド
- 演出 - 児島良周 等
- 人形操演 - 矢木由実、四元京子、三枝創
- 人形制作 - コスモプロダクション

ゆかいなファミリーラップトーン!
- 脚本 - 小笠原秀樹
- シリーズ構成 - 小笠原秀樹
- 英語監修 - 鈴木佑治、アダム・フルフォード
- 音楽 - 赤坂東児
- 振付 - T-ASADA
- スタイリスト - 久保田康子
- 人形制作 - ビルドアップ
- 人形美術 - スタジオ・ノーヴァ
- 共同制作 - NHKエデュケーショナル

ケボとモッチ
- 人形操演 - 三枝創、河野礼以子
- 英語監修 - 鈴木佑治、アダム・フルフォード、ルースアン森住
- セットデザイン - 根井守、内藤敦子、清絵里子、荒川靖彦
- 脚本 - 青島利幸
- 美術 - NHKアート、スタジオ・ノーヴァ、アレグロ
- 技術 - NHKメディアテクノロジー
- 演奏 - 新音楽協会、東京室内楽協会
- 音楽 - 赤坂東児、ブライアン・ペック
- メイク - 松本晃幸
- 振付 - 堀部信子、大田洋子、Q-TARO
- コーナー脚本 - 堀雅人
- スタイリスト - 久保田康子
- アニメーション - 酒井雅樹、加藤千晶
- アートディレクション/ケボ・モッチ キャラクターデザイン - 佐藤可士和
- 演出 - 山田正、長田清純、鈴木春奈、杉山樹
- 演出補助 - 山本真弓、久保田仁、長田陽
- 制作統括 - 黒田尚彦、高坂淳、木内康司、吉田秀樹
- 制作 - NHKエデュケーショナル

絵本の世界
- 製作総指揮 - 佐藤久美子
- 人形操演 - 三枝創、古市次靖、清水正子、山部俊文
- 人形制作 - スタジオ・ノーヴァ、アレグロ
- 英語監修 - トム・スレモンス、ポール・バーント
- 体操監修 - 荒木達雄
- 脚本 - 日暮美佐、たけうちきよのり
- 演出 - 山田正、長田清純、鈴木春奈
- BO&BEA キャラクターデザイン - 大塚いちお
- コスチュームデザイン - 相澤樹、広瀬水音
- メイクデザイン - 橘房図、KOMAKI
- セットデザイン - 竹林一茂、土居京子、三條真佐美
- 美術 - NHKアート、スタジオ・ノーヴァ、アレグロ
- 技術 - NHKメディアテクノロジー
- 演奏 - 新音楽協会
- 音響効果 - 長澤紀宏
- 音楽作詞 - ブライアン・ペック
- 音楽作曲 - 赤坂東児
- 音楽制作協力 - 新音楽協会
- 振付 - Q-TARO、大田洋子
- 制作統括 - 黒田尚彦、古川均、高坂淳、古屋光昭、小野さくら
- 演出助手 - 山本真弓、久保田仁、長田陽、安藤洸希
- 制作 - NHKエデュケーショナル

## 特別番組
- 1994年： お正月スペシャル
- 1995年 - 1998年： お正月スペシャルコンサート